# Márta Károlyi
Márta Károlyi (née Erőss; Odorheiu Secuiesc, 29 d'agost de 1942) és una entrenadora de gimnàstica hongaresa-estatunidenca i antiga coordinador de l'equip nacional de la gimnàstica dels EUA. Ella i el seu marit, Béla, són d'ètnia hongaresa de Transsilvània, Romania, que van entrenar atletes a Romania abans de desertar als Estats Units el 1981. Béla i Márta Károlyi han entrenat nou campiones olímpiques, quinze campiones del món, setze medallistes d'Europa i moltes campions nacionals dels Estats Units, com Mary Lou Retton, Betty Okino, Kerri Strug, Teodora Ungureanu, Phoebe Mills, Nadia Comăneci, Kim Zmeskal i Dominique Moceanu.

## Romania
El famós programa de formació centralitzada de Romania té les seves arrels als anys 50; els Károlyis van ajudar a desenvolupar el programa encara més a finals de la dècada de 1960 i principis de la dècada de 1970. Van establir un internat a Onești, entrenant noies joves especialment escollides pel seu potencial esportiu. Una de les primeres estudiants de l'escola dels Károlyis va ser Nadia Comăneci, de sis anys, que vivia prop d'Oneşti i es desplaçava des de casa.
Mentre Béla es convertia en una figura molt visible de la gimnàstica romanesa, acompanyant l'equip a les principals competicions i sovint enfrontant-se amb els oficials de l'esport, Márta va romandre en un segon pla, entrenant i coreografiant rutines per a algunes de les gimnastes de l'equip.
El 1981, els Károlyis, juntament amb el coreògraf de l'equip hongarès-romanès Géza Pozsár, van desertar durant una gira de gimnàstica als Estats Units. Se'ls va concedir asil i es van establir a Oklahoma. La filla de la parella, Andrea es va quedar inicialment a Romania i s'hi va unir més tard.

## Dècades de 1980 i 1990
Després de la seva deserció, els Károlyis van establir un gimnàs a Houston, Texas. L'estatus de Béla com "l'entrenadora de Nadia" va atreure ràpidament les gimnastes al club i, a finals dels anys vuitanta, el gimnàs Károlyi s'havia convertit en la instal·lació d'entrenament preeminent als Estats Units. L'any 1990, les gimnastes de Károlyi eren tan dominants a les reunions nacionals dels Estats Units que els periodistes van batejar el grup més important d'atletes com el "pack de sis de Károlyi". Als Campionats del Món de 1991, totes les gimnastes de l'equip estatunidenc eren esportistes de Károlyi o entrenats per un antic entrenador del club Károlyi.
Márta Károlyi ha evitat la major part de les polèmiques i les acusacions d'entrenament abusiu que han perseguit el seu marit, optant per un enfocament més tranquil i menys abrasiu. A l'equip d'entrenadors de Károlyi, Béla era coneguda sovint com el "motivador", mentre que la Márta era la "tècnica", aplicant els seus coneixements de gimnàstica per ajudar les seves atletes a aprendre i perfeccionar la seva tècnica, mecànica i forma. Béla acompanyava les gimnastes a les reunions i era una presència molt visible tant per a la comunitat gimnàstica com per als mitjans de comunicació; Márta quedava en un segon pla.
El 1996, Márta va ser escollida com a entrenadora principal de l'equip femení dels Estats Units per als Jocs Olímpics de 1996.

## Coordinadora de l'equip nacional dels EUA
Després dels Jocs Olímpics de 1996, els Károlyis es van retirar de l'entrenament. No obstant això, tres anys més tard, Béla va tornar a l'atenció pública quan va ser nomenat coordinador de l'equip nacional de l'equip femení de gimnàstica dels EUA. El seu enfocament va ser protestat i resistit tant per les gimnastes de la selecció nacional com pels seus entrenadors, que, als Jocs Olímpics del 2000, estaven tan frustrats i descontents que van parlar de la situació públicament.
L'any 2001, per recomanació dels entrenadors de la selecció dels Estats Units, el càrrec va ser cedit a Márta. Tot i que va mantenir alguns aspectes del programa original de Béla, el seu enfocament va ser diferent i, en general, més acceptable per a les gimnastes i els seus entrenadors. També va donar resultats competitius impressionants: entre el 2001 i el 2008, les dones estatunidenques van guanyar un total combinat de 44 medalles al Campionat del Món i a la competició olímpica.
Com a coordinadora, Márta supervisava tots els aspectes de la selecció femenina. Entre les seves funcions estaven seleccionar atletes per a competicions, determinar les alineacions d'aparells a les reunions i fer recomanacions sobre habilitats i composicions rutinàries. La filla dels Károlyis, Andrea, era la nutricionista de l'equip.
Als Jocs Olímpics de 2012, després que Aly Raisman obtingués una puntuació de 14,966 a la final de barra d'equilibri, que la situava a una dècima de punt per darrere de la romanesa Cătălina Ponor, Károlyi va demanar una revisió de vídeo. Com a resultat de la revisió, Raisman va rebre una dècima de punt addicional per dificultat, el que li va permetre guanyar la medalla de bronze en el desempat.
Es va retirar de l'entrenament el 2016, després dels Jocs Olímpics en què l'equip femení de gimnàstica dels Estats Units va guanyar nou medalles (quatre d'or, quatre de plata i una de bronze). El seu darrer grup de gimnastes es va anomenar Final Five (les Cinc Darreres) perquè aquells van ser els últims Jocs Olímpics de Márta. Valeri Liukin va ser nomenada com el seu substitut el 16 de setembre de 2016.
El 2021, el ranxo Karolyi es va vendre a una empresa de fusta. Els Karolyis es van retirar de l'atenció pública després de l'escàndol d'abús sexual de la gimnàstica dels EUA i es desconeix el seu parador, i alguns especulen que van tornar a Romania.

## Polèmica
El novembre de 2008, Emilia Eberle, membre de la selecció romanesa durant l'era d'entrenador de Károlyi, va concedir una entrevista a KCRA-TV a Sacramento, Califòrnia, afirmant que mentre estava a l'equip, tant Béla com Márta la colpejaven regularment a ella i a les seves companyes per errors que van cometre a la pràctica o a la competició. "En una paraula, puc dir que era brutal", va dir a KCRA. Altres membres de l'equip romanès, incloses Ecaterina Szabo i Rodica Dunca, així com Géza Pozsár, la coreògrafa de l'equip romanès que va desertar amb els Károlyis, van fer càrrecs similars de maltractament físic. Quan l'any 2008 se li va demanar que comentessin les denúncies, Béla Károlyi va dir: "Ho ignoro. Ni tan sols ho comento. Aquesta gent és realment una escombraria".
El 28 d'octubre de 2016, una antiga gimnasta membre va presentar una demanda per abusos sexuals contra USA Gymnastics, inclosos els Károlyis, al·legant que van fer els ulls grossos davant les agressions del metge de l'equip Larry Nassar. L'antic membre va afirmar que Nassar va abusar sexualment d'ella en repetides ocasions quan estava a l'equip nacional del 2006 al 2011.
El gener de 2018, USA Gymnastics va rescindir el contracte d'arrendament del centre d'entrenament de gimnàstica Karolyi Ranch de Károlyi durant la fase de sentència del judici de Nassar, que va ser declarat culpable de nombrosos actes d'agressió sexual contra joves gimnastes, molts dels quals van tenir lloc a les instal·lacions, on els pares no podien ser presents. L'any 2016 es va presentar una demanda contra els Károlyis al·legant que havien sabut i "havien fet els ulls grossos davant l'abús sexual".
El 25 de gener de 2018, el Ranxo va anunciar el tancament permanent de la instal·lació al seu lloc web. Els Karolyis i el seu ranxo són figures centrals de la pel·lícula del 2020, Atlete A, un documental sobre l'escàndol. El 30 de gener de 2018, la divisió Rangers de Texas es va fer càrrec de la investigació criminal del ranxo.